# Le Monstre
Le Monstre in La Ronde (Montreal, Québec, Kanada) ist eine Duelling-Holzachterbahn des Designers William Cobb, deren eine Spur am 20. Juli 1985 und zweite Spur 1986 eröffnet wurde. Sie ist die höchste Holzachterbahn in Kanada und die größte Holzachterbahn mit zwei Spuren weltweit.
Die eine Spur ist 1218 m und die zweite Spur 1227 m lang. Die Höhe beträgt 39,9 m und die Züge erreichen eine Höchstgeschwindigkeit von 96 km/h.

## Züge
Le Monstre besitzt vier Züge des Herstellers Philadelphia Toboggan Coasters mit jeweils fünf Wagen. In jedem Wagen können vier Personen (zwei Reihen) Platz nehmen. Die Fahrgäste müssen mindestens 1,32 m groß sein, um mitfahren zu dürfen. Ursprünglich besaß die Bahn Züge des Herstellers D. H. Morgan Manufacturing, welche zur 2013er Saison durch die heute im Einsatz befindlichen Züge ersetzt wurden.